# 敦丹多爾濟
敦丹多尔济（18世纪—1743年），博尔济吉特氏，清朝喀尔喀蒙古第六代土谢图汗。
敦多布多尔济是第一代土谢图汗察衮的玄孙，第二代土谢图汗察珲多尔济的曾孙，第四代土谢图汗多爾濟額爾德尼阿海的孙子，第五代土谢图汗旺札勒多爾濟的次子。雍正十年（1732年），旺札勒多爾濟卒。敦丹多尔济袭封土谢图汗。乾隆六年（1741年），乾隆帝以第二世哲布尊丹巴呼图克图（敦丹多尔济同曾祖父的兄弟）移居库伦，命土谢图汗敦丹多尔济驻守其地护视。乾隆八年（1743年），敦丹多爾濟去世。乾隆九年（1744年），敦丹多爾濟的四弟敦多布多爾濟袭土谢图汗。乾隆二十四年（1759年），敦丹多尔济次子車登多爾濟袭封土谢图汗。